# جوردن براون (لاعب كرة قدم مواليد 2001)
جوردن براون (بالإنجليزية: Jordan Brown)‏ هو لاعب كرة قدم بريطاني، ولد في 21 يونيو 2001.